# Heinrich Keul
Heinrich Keul (* 11. Juni 1918 in Bad Ems; † 28. Juli 1998 in Berlin) war ein deutscher Politiker (CDU).
Heinrich Keul besuchte eine Oberrealschule in Bad Ems und schloss mit der mittleren Reife ab. Er besuchte anschließend eine kaufmännisch-technische Fachschule in Bad Ems und wurde 1936 Maschinen-Elektroinstallateur. Im selben Jahr wurde er von der Wehrmacht zur Luftwaffe eingezogen. Von 1937 bis 1939 besuchte er die Fliegertechnische Hochschule in Berlin, zuletzt war er technischer Offizier.
Nach dem Zweiten Weltkrieg wurde Keul 1945 zunächst Ingenieur in Berlin und trat ein Jahr später der CDU bei. Bei der ersten Berliner Wahl 1946 wurde er in die Stadtverordnetenversammlung von Groß-Berlin gewählt, dort war er Parlamentarischer Geschäftsführer der CDU-Fraktion. Bei der Wahl 1954 wurde Keul in die Bezirksverordnetenversammlung (BVV) im Bezirk Neukölln gewählt, ein Jahr später wurde er zusätzlich Senatsdirektor für Jugend und Sport. Bei der Wahl 1967 wurde er in das Abgeordnetenhaus von Berlin gewählt, dem er bis März 1975 angehörte.

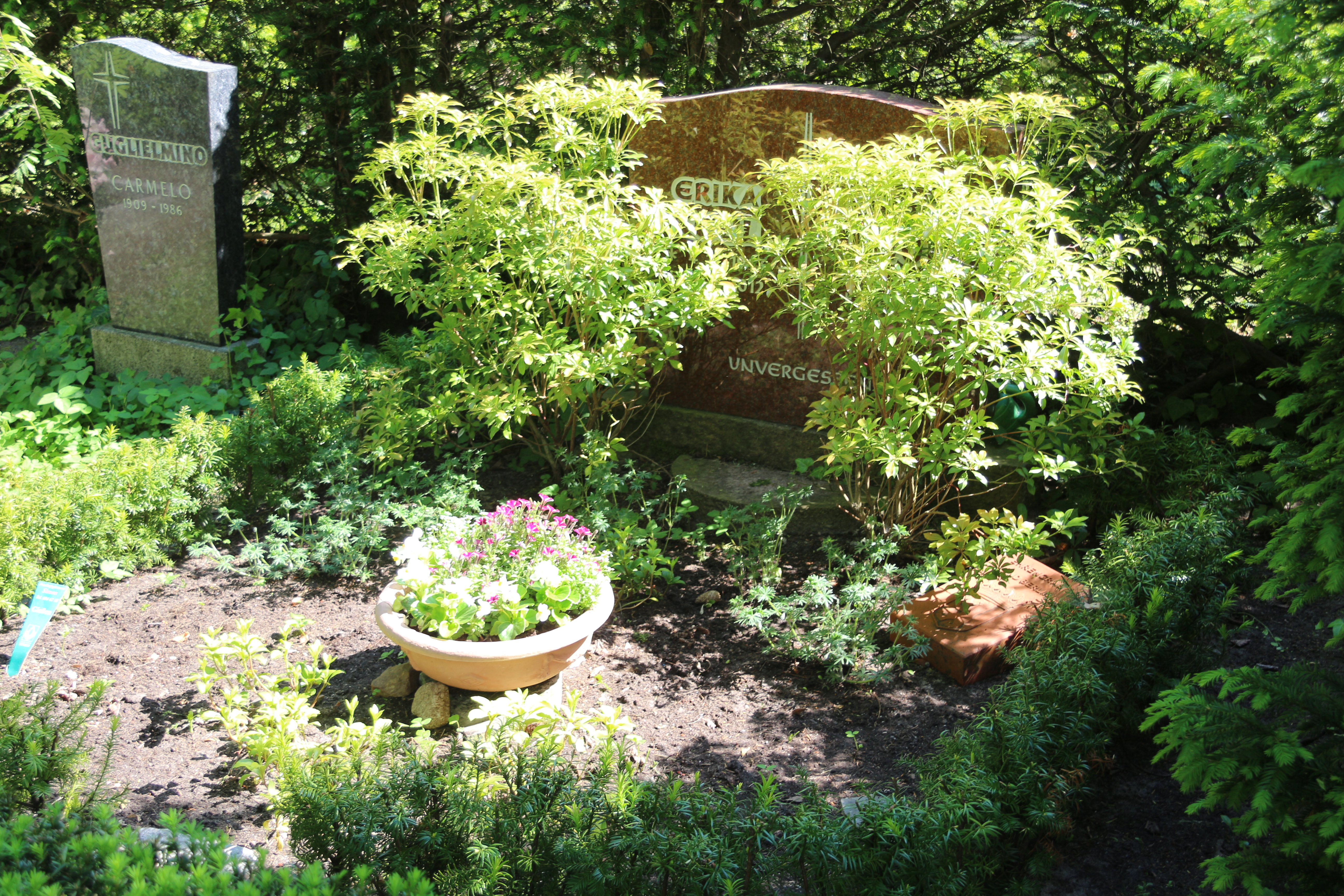
Ehrengrab Heinrich Keuls

Fast dreißig Jahre war Keul von 1949 bis 1978 Geschäftsführer der Gesellschaft für Christlich-Jüdische Zusammenarbeit in Berlin. 1980 erhielt er die Ehrung des Stadtältesten von Berlin. Sein Grab auf dem landeseigenen Friedhof Britz I im Ortsteil Berlin-Britz ist als Ehrengrab der Stadt Berlin (Nr. 10-274/275) ausgewiesen.